# 中央區 (相模原市)
中央區（日语：／ Chūō ku */?）是日本神奈川縣相模原市的3個行政區之一。

## 地理
在三個行政區之中，相模野台地河階地形的發展尤為顯著。橫濱線和國道16號等交通幹線貫穿上段的相模原面，這裡是中央區的市中心。在距離上溝車站不遠的地方，是中段的田名原面，而比田名原面又低10-20公尺的陽原面之下，是包含水鄉田名地區在內的相模川流域。
- 區制：2010年4月1日
- 區域：矢部、小山、清新、横山、中央、星丘、光丘、大野北、田名、上溝

### 區名的由來
| 順位 | 區名                   | 報名數 |
| ---- | ---------------------- | ------ |
| 1位  | 中央區                 | 1305   |
| 2位  | 中區                   | 926    |
| 3位  | 新相模原區             | 247    |
| 4位  | 相模區                 | 185    |
| 5位  | 相模原區               | 134    |
| 6位  | 紫陽花區（あじさい區） | 124    |
| 7位  | 雲雀區（ひばり區）     | 89     |
| 8位  | 櫻區                   | 86     |
| 9位  | 櫸區（けやき區）       | 78     |
| 10位 | さくら區               | 78     |

區名經過公募而來，「中央區」與「中區」的合計較「さくら區」（中文可翻為櫻區）與「櫻區」的合計多，因此選擇第1名的「中央區」。

## 国家機關

### 軍事設施
- 在日美軍 座間基地
  - 相模補給總庫

## 設施

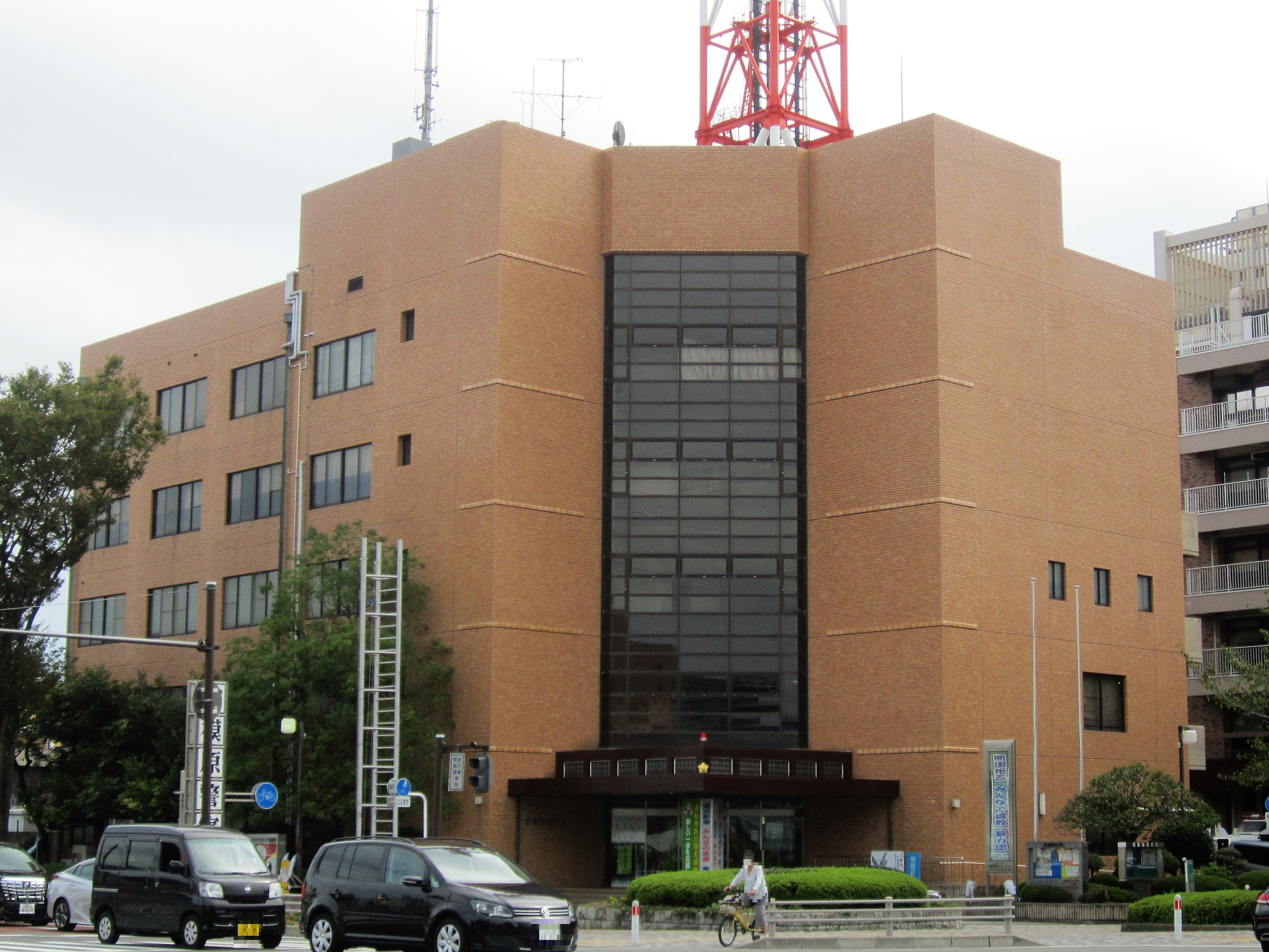
相模原警察署

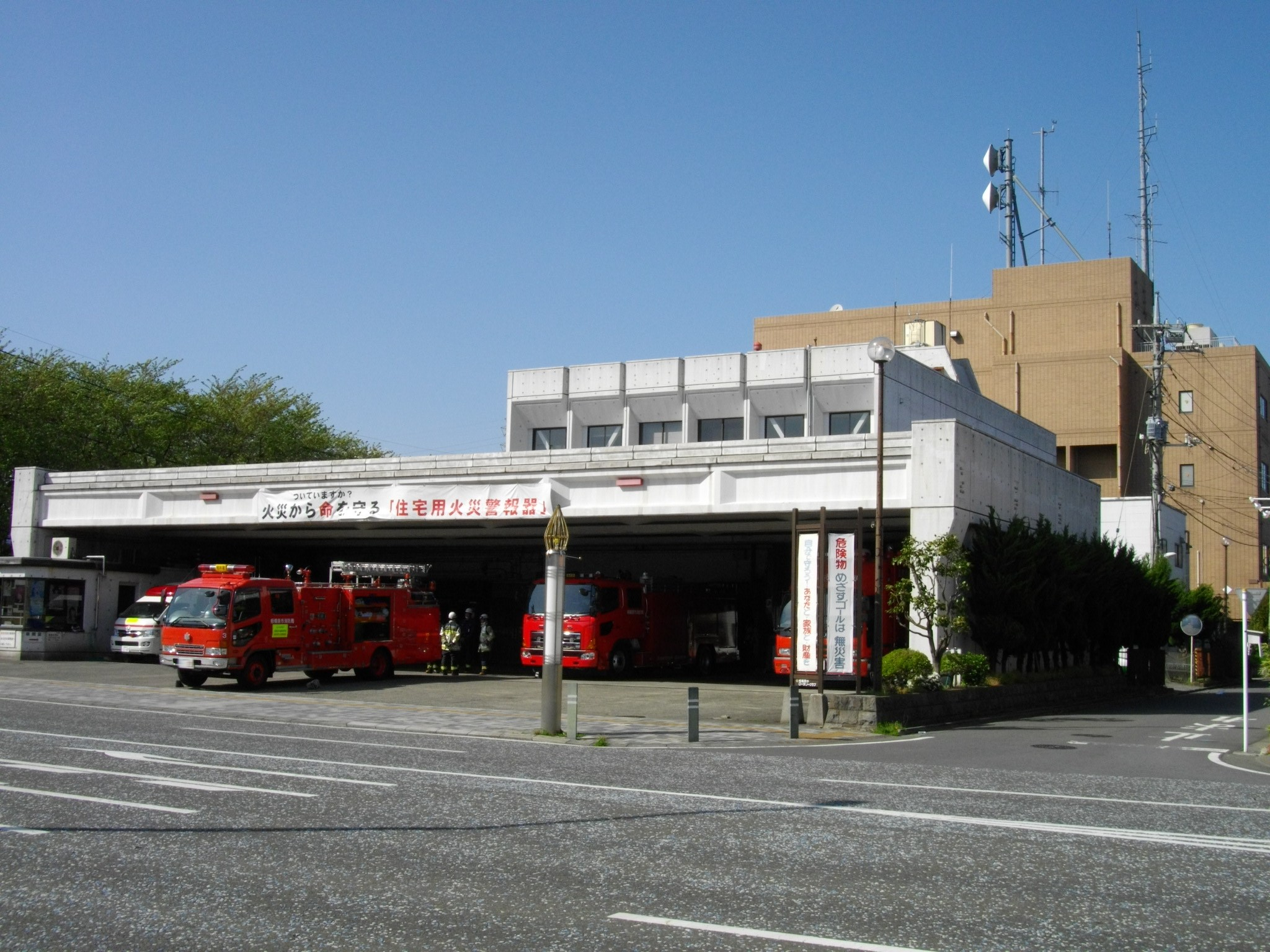
相模原市消防局

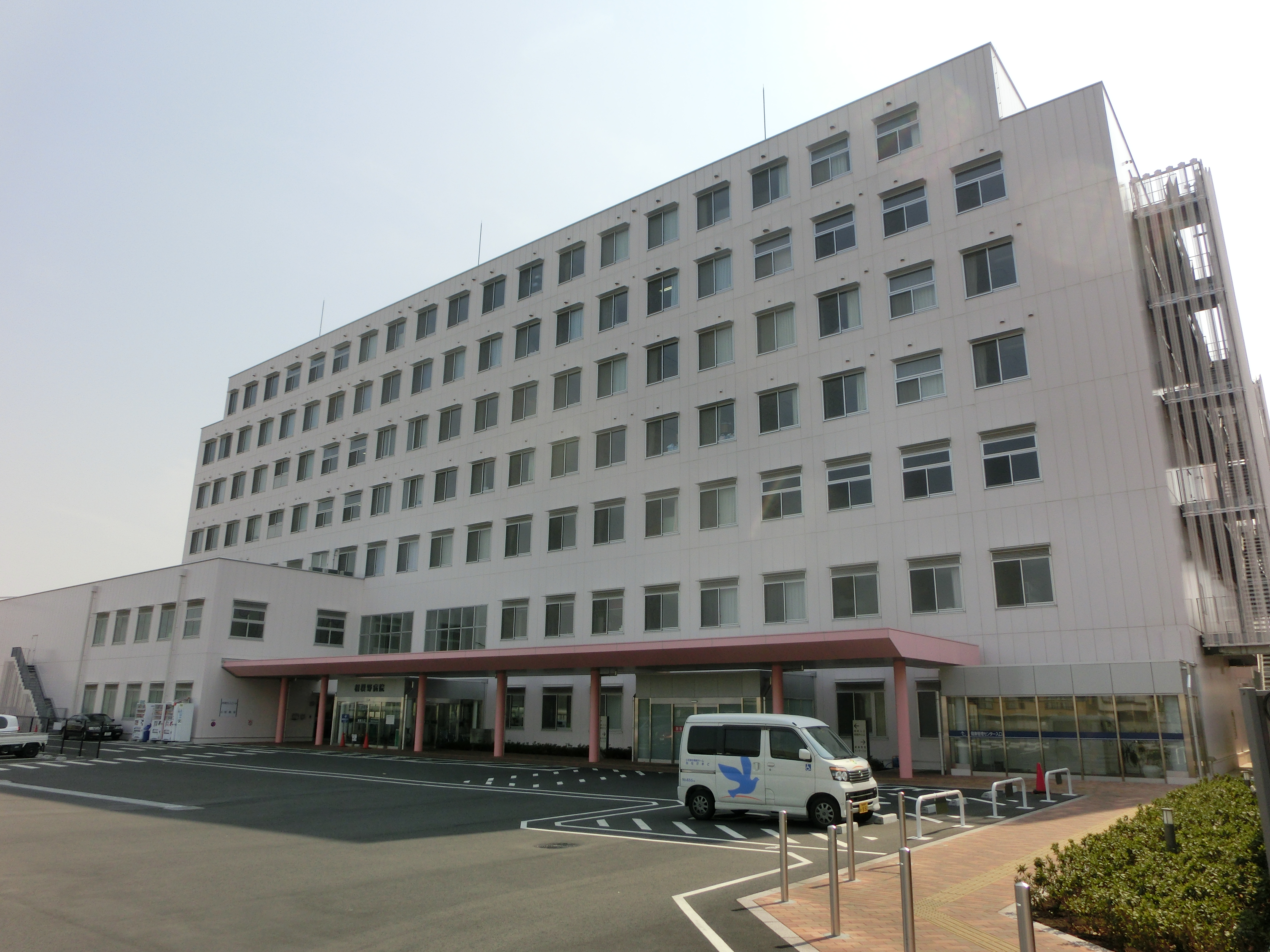
JCHO相模野醫院

### 警消
- 神奈川縣警察 相模原警察署

- 相模原市消防局

- 相模原消防署

### 醫療
- 綜合相模更生醫院
- 相模仁和会醫院
- 相模原中央醫院
- JCHO相模野醫院
- 淵野邊綜合醫院

### 郵局
- 相模原郵局

### 圖書館
- 相模原市立圖書館

### 文化設施
- 相模原市民會館

- 相模川交流科学館
- 相模原市民藝廊
- 相模原市立博物館
- 光與綠的美術館

### 運動設施
- 銀河體育場

- 相模原球場
- 相模原綠游泳池
- 橫山公園棒球場
- 橫山公園陸上競技場
- 小山公園運動廣場
- 小山公園新運動場
- 鹿沼公園網球場
- 淵野邊公園網球場
- 橫山公園網球場
- 鹿沼公園棒球場
- 相模原市立體育館

## 經濟

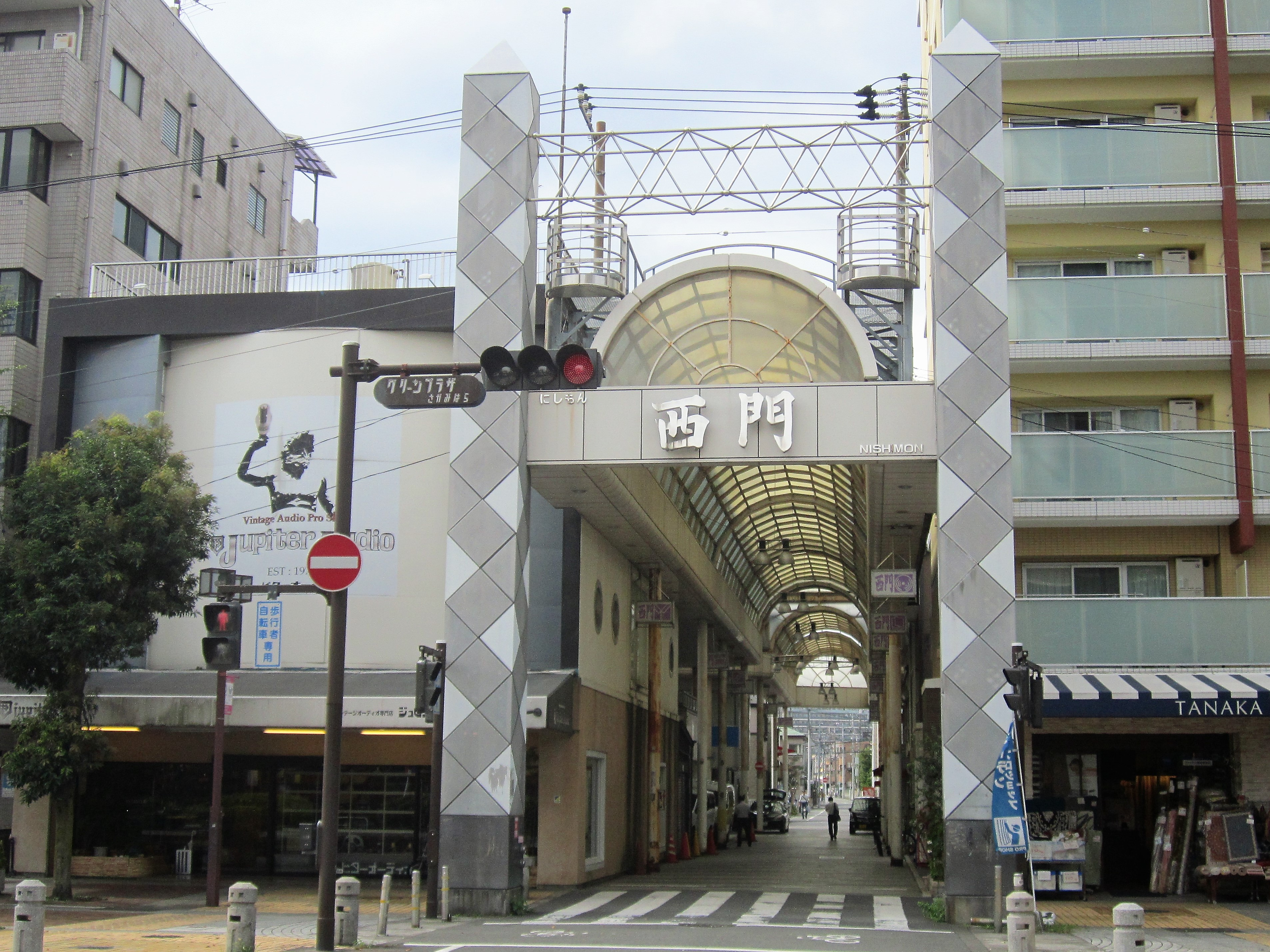
西門商店街

農業
- 相模原市農業協同組合（JA相模原市）

商業
- 西門商店街
- Espot淵野邊店
- 相模原its
- CELEO相模原
- daiei上溝店
- Gooday Place相模原

## 教育

### 大学
国立
- 綜合研究大学院大学 相模原校區

私立
- 青山学院大学 相模原校區
- 櫻美林大学 Planet淵野邊校區（PFC）
- 麻布大学

### 短期大学
私立
- 和泉短期大学

### 高等学校
縣立
- 神奈川縣立上溝高等学校
- 神奈川縣立相模原高等学校
- 神奈川縣立上溝南高等学校
- 神奈川縣立相模原彌高等学校
- 神奈川縣立相模田名高等学校

私立
- 麻布大学附屬高等学校

### 中学校
市立
- 相模原市立大野北中学校
- 相模原市立小山中学校
- 相模原市立上溝中学校
- 相模原市立上溝南中学校
- 相模原市立共和中学校
- 相模原市立清新中学校
- 相模原市立田名中学校
- 相模原市立中央中学校
- 相模原市立綠丘中学校
- 相模原市立彌榮中学校
- 相模原市立由野台中学校

### 小学校
市立
- 相模原市立青葉小学校
- 相模原市立大野北小学校
- 相模原市立小山小学校
- 相模原市立上溝小学校
- 相模原市立上溝南小学校
- 相模原市立共和小学校
- 相模原市立向陽小学校
- 相模原市立新宿小学校
- 相模原市立清新小学校
- 相模原市立田名小学校
- 相模原市立田名北小学校
- 相模原市立中央小学校
- 相模原市立並木小学校
- 相模原市立光丘小学校
- 相模原市立富士見小学校
- 相模原市立淵野邊小学校
- 相模原市立淵野邊東小学校
- 相模原市立星丘小学校
- 相模原市立彌榮小学校
- 相模原市立陽光台小学校
- 相模原市立橫山小学校

### 特別支援学校
縣立
- 神奈川縣立相模原中央支援学校

### 研究機關
- 宇宙科学研究所
- JAXA相模原園區

## 交通

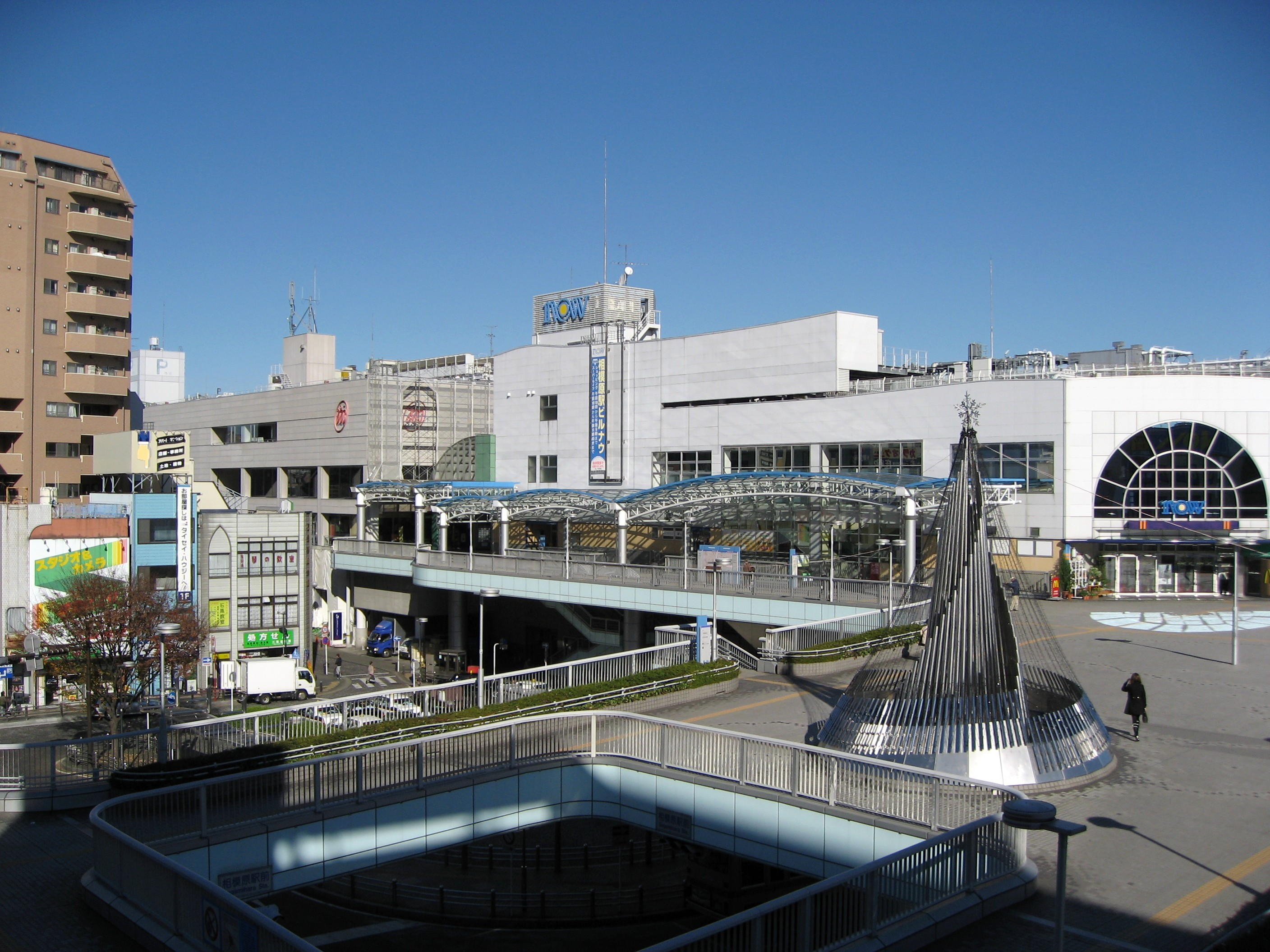
相模原站南口

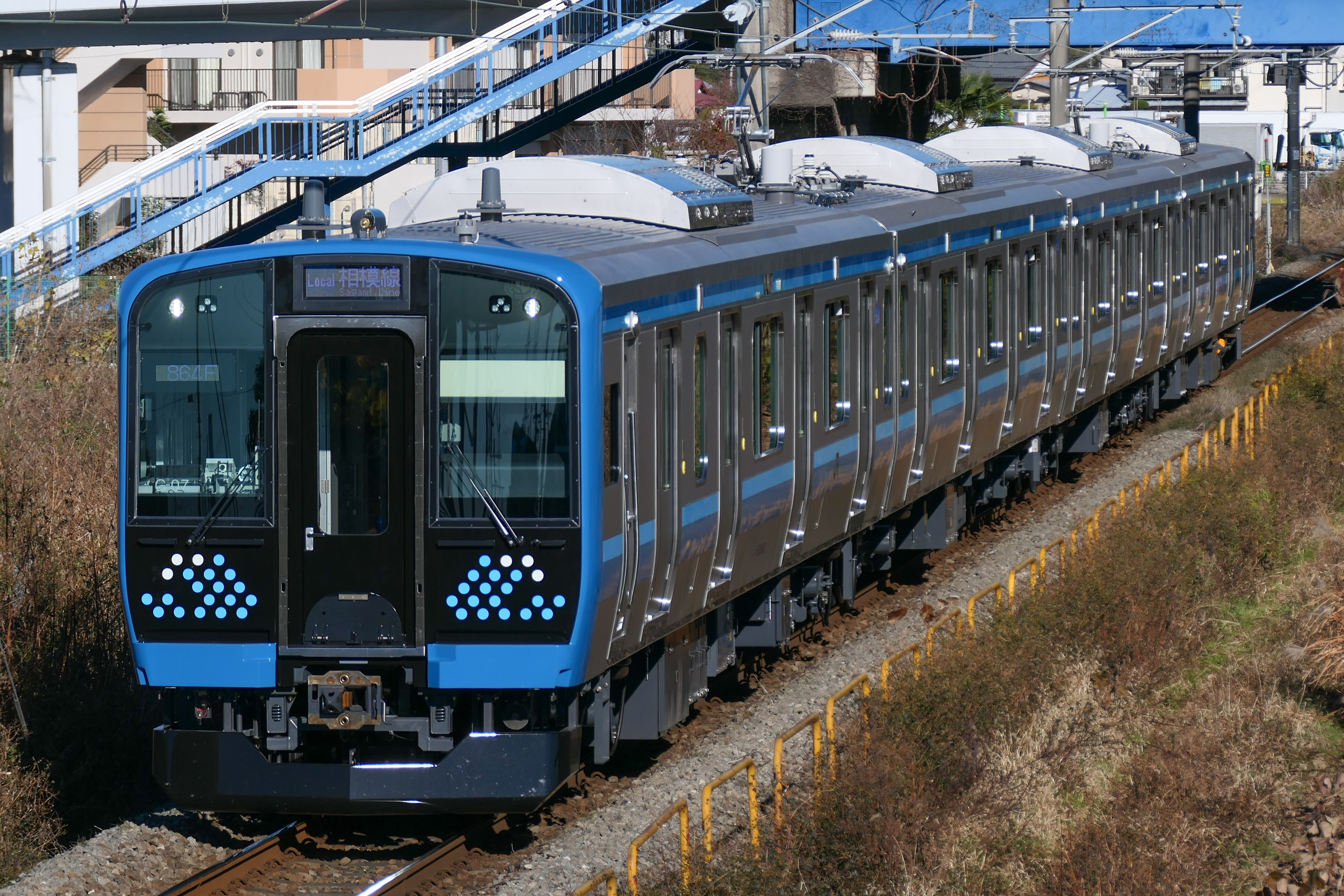
JR相模線

### 鐵路
東日本旅客鐵道
- 橫濱線：淵野邊站 - 矢部站 - 相模原站
- 相模線：番田站 - 上溝站 - 南橋本站

區北端一部分（宮下本町三丁目）有京王電鐵相模原線通過，但不設站。

### 公車
- 神奈川中央交通・神奈川中央交通東
- 京王巴士

### 道路

#### 国道
- 国道16号
- 国道129号

## 觀光

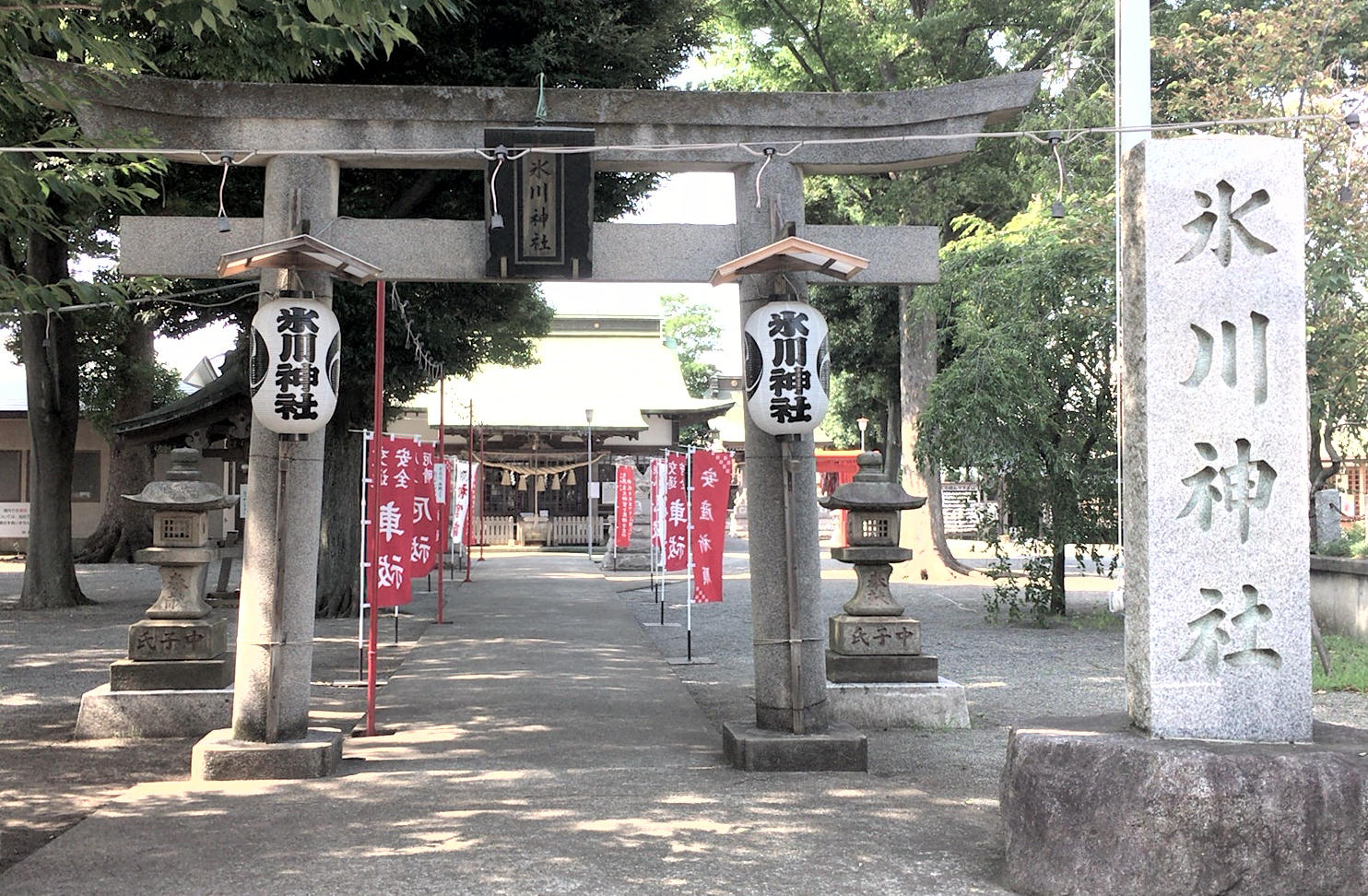
冰川神社

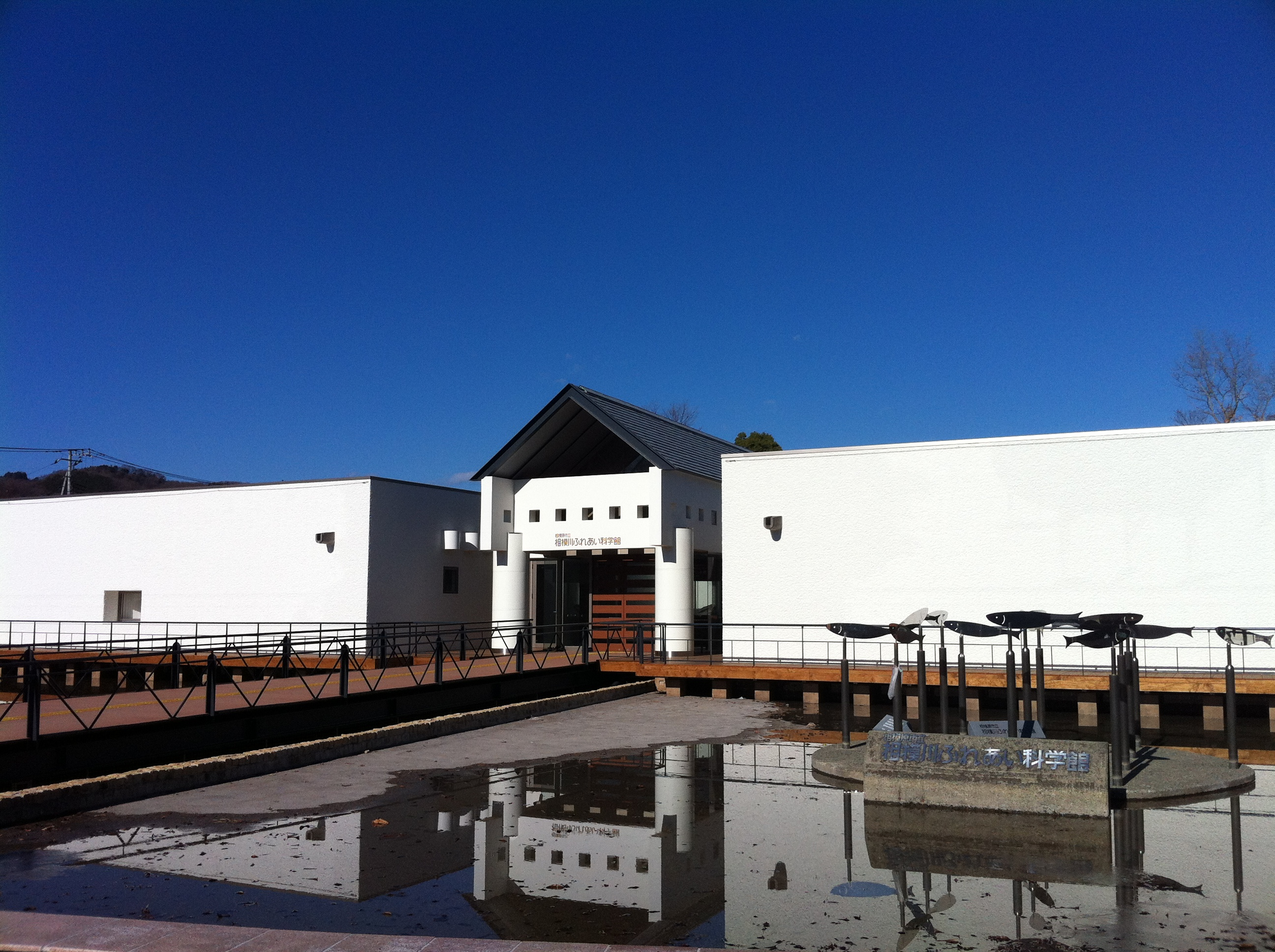
相模川交流科学館

- 淵野邊城跡
- 矢部城（矢部館）

- 向得寺

- 龜池八幡宮
- 田名八幡宮
- 冰川神社
- 村富神社

- 田名向原遺跡

- 相模陸軍造兵廠
- 清兵衛新田

## 祭典
- 相模原市民櫻花祭[3]
- 相模原納涼花火大会[4]

## 知名出身人物
- 石井亞早實 - 音樂劇演員
- 後藤浩輝 - JRA騎手
- 日村勇紀 - 搞笑藝人
- 伊藤克 - 前職棒選手
- 白井空良 - 滑板選手
- 鹽野瑛久 - 演員。
- 鹽見泰隆 - 職棒選手